# Округ Мејкон (Северна Каролина)
Округ Мејкон (енгл. Macon County) је округ у америчкој савезној држави Северна Каролина.

## Демографија
По попису из 2010. године број становника је 33.922, што је 4.111 (13,8%) становника више него 2000. године.
| Група             | 2000.          | 2010.          |
| Белци             | 28.628 (96,0%) | 30.599 (90,2%) |
| Афроамериканци    | 357 (1,2%)     | 447 (1,3%)     |
| Азијати           | 117 (0,4%)     | 208 (0,6%)     |
| Хиспаноамериканци | 454 (1,5%)     | 2.230 (6,6%)   |
| Укупно            | 29.811         | 33.922         |